# Mein Lotta-Leben – Alles Bingo mit Flamingo!
Mein Lotta-Leben – Alles Bingo mit Flamingo! ist ein deutscher Kinofilm der Regisseurin Neele Leana Vollmar aus dem Jahr 2019, der nach der Mein-Lotta-Leben-Buchreihe der Autorin Alice Pantermüller und der Illustratorin Daniela Kohl entstand.

## Inhalt
Die elfjährige Lotta Petermann und ihre beste Freundin Cheyenne wurden von ihrer reichen, eingebildeten Mitschülerin Berenike, anders als die anderen Mitschüler, nicht zur Geburtstagsfeier eingeladen. Die beiden Freundinnen schmieden Pläne, um doch noch zur Party eingeladen zu werden. Als Lotta ein Kaninchen vor einem Auto rettet, muss der Fahrer des Wagens abrupt bremsen. Im Fahrzeug sitzt der Popsänger und Teenie-Idol Marlon. Die beiden Mädchen machen ein Selfie mit ihm, das sie ihrer Mitschülerin Berenike zeigen. Sollten Lotta und Cheyenne es schaffen, dass Marlon die Party besucht, wären auch sie eingeladen. Doch Lotta und Cheyenne geraten in Streit. Anschließend wird Cheyenne auch zu einem Glamour girl, die Bande, der auch Berenike angehört. So gerät Lotta in ein moralisches Dilemma.

## Hintergrund
Der Film wurde von der Filmproduktion Lieblingsfilm, von Dagstar Film und in Co-Produktion von Senator Film Köln hergestellt. Die Dreharbeiten für den Film fanden in Leverkusen, in Köln, in Bergisch Gladbach und in München statt. Vorgesehen waren 36 Drehtage. Der Wild-Bunch-Filmverleih brachte den Film schließlich zum 29. August 2019 in die deutschen Kinos. Bis zum 29. September 2019 wurde der Film von 148.405 Kinobesuchern gesehen. Die DVD-Veröffentlichung erfolgte am 7. Februar 2020.